# Piper methysticum
Piper methysticum és una espècie de planta conreada de la família de les piperàcies. Es conrea des de temps antics en diverses illes de la regió de l'oest del Pacífic, principalment a Vanuatu però també a Hawaii, Palau, Micronèsia, Fiji, Samoa i Tonga.
En les llengües autòctones dels indrets on es troba rep els noms d'ava, yaqona o sakau, mentre que en altres idiomes es coneix com a kava, kavakava o kawa. En català, emperò, no té una proposta normalitzada clara i es recomana l'ús del terme científic.
De les seves arrels i soques se'n produeix una beguda amb propietats clínicament controvertides, el kava.